# Harald Herdal
Harald Herdal, född 1900 i Köpenhamn, död 1979, var en dansk författare.
Herdal var son till en skeppstimmerman och prövade själv på många yrken, bland annat grovarbetare, kontorist och gatuförsäljare. Efter en tid i ungdomen som arbetslös och kringvandrande vagabond debuterade han 1929 med diktsamlingen Nyt Sind, som innehåller sociala dikter blandat med natur- och kärleksdikter. Mer påfallande sociala agiterande var Nøgne Dikte (1933) och Mennesket (1937). Erotiska motiv dominerar Eros og Døden (1931) och Tag disse digte, kære (1948). En materialistisk livsåskådning tolkas i Nya Digte (1944). Ett starkt socialt patos präglade även Herdals naturalistiska romaner. Tirsdag (1932) handlar om en ung kvinnas inre räddning genom en erotisk upplevelse. Den kollektiva romanen Man skal jo leve (1934) har ämne från Köpenhamn och En lidt almindelig Historie (1934) från en småstads borgarmiljö. I Løg (1935) gjorde Herdal uppror mot den traditonella uppfostran av ungdomen. Direkt självbiografiska var Den første Verden (1936) och Mens vi blir voksne (1937). I En Egn af Landet (1939) liksom i Tusmørke (1943) riktade Herdal kritik mot den förborgerligade socialdemokratin. Trilogin Barndom, De unge Ar, Læreår (1944–1946) var Herdals självbiografi i romanform. Rena proletärskildringar finns i novellsamlingen Bisser (1933). Et urval av Herdal noveller utgavs 1948 under titeln Bisser og andre fortællinger. Ett urval av Herdals dikter Dikter 1929—1949 utkom 1949. En hyllning till naturen och människan finns i Blomstrende Tjørne (1941), en blandning av prosa och poesi där den politiska agitationen Herdals övriga verk saknas.
Han var gift med författaren Ditte Cederstrand.

## Böcker på svenska
- Snart dagas det, bröder! (översättning Alvar Alsterdal, Folket i bild, 1957) (Barndom)
- Hanne - den okuvliga människan: en roman från ockupationstidens Danmark (översättning Monica Andersson, Proletärkultur, 1973) (Ukuelige menneske)

## Priser & utmärkelser
- Emma Bærentzens Legat 1939